# Angelo Fumagalli
Angelo Fumagalli (1728-1804) fue un historiador  y abad de Císter.
La cronología de los primeros diez y siete años del reino de los Longobardos está muy confusa: ni Muratori, ni Fumagalli, ni Lupi la han ilustrado suficientemente (Cesare Cantù: "Historia universal", 1855)

## Biografía
Entra en su juventud en la Orden del Císter y asocia los estudios de su profesión monástica y de teología  con las lenguas orientales y la historia de su patria.
Angelo encuentra recursos en los ricos archivos de su convento, la abadía de San Ambrosio, y los derechos de soberanía del feudo de Lombardía. Los primeros frutos de sus estudios fueron dos disertaciones antes de los treinta años: un tratado sobre los orígenes de la idolatría y el otro un manuscrito griego sobre la liturgia ambrosiana.
La erudición de Angelo abraza igualmente sujetos literarios y sujetos religiosos y escribe la vida de Francisco Cicercio, sabio del siglo XVI, y escribe del padre Rancati, quien había hablado del espinoso tema del janseísmo.
Posteriormente, sus superiores le enviaron a Roma donde enseñó como profesor teología y diplomacia. A su regreso a Milán en 1773 fue lector en su monasterio. Posteriormente fue nombrado abad y obtuvo los derechos de una papelería y una imprenta, independiente de la autoridad de los duques de Milán, en interés de la instrucción de sus compatriotas.
La imprenta de San Ambrosio enriquece Italia con una edición de "Historia del arte del diseño de los antiguos", de Winkelmann, traducido del original alemán al italiano por el abad Amoretti y anotado por Fumagalli.
La prosperidad territorial de su patria ocupan sus meditaciones tanto como la gloria de la provincia de Lombardía y hace algunas memorias sobre la irrigación de los prados, sobre los terrenos de Lombardía donde se habían plantado olivos del siglo IV al X. Otra obra importante suya considerada clásica es "Instituciones diplomáticas".
Fumagalli fue uno de los treinta miembros del Instituto de Ciencias, Artes y Letras pensionados por el gobierno; pero la supresión de su Orden le provoca un cambio mortal y fallece a los 66 años.

## Obras
- Spiegazione della carta topografica dell'antico Milano..., Milano, 1964.
- Sull'origine dell'idolatria, 1757.
- Sopra un codice greco della liturgia ambrosiana
- La vita del padre abate Rancati, Brescia, 1762.
- La vita del celebre letterato del secolo  XVI Francesco Cicercio, Milán, 1782, 12 libros (publicada la obra con las cartas de Cicercio por el abad Casati)
- Le Vicende di Milano durante la guerra di Federico I,...., San Ambrosio, 1778.
- Storia delle arti del disegno presso gli antichi,..., San Ambrosio, 1779.
- Delle antichità Longobardico-Milanesi illustrate con dissertazione, San Ambroiso, 1794, 4 vols.
- Delle istituzioni diplomatiche, Milán, 1802, 2 vols.
- Codice diplomatico Sant'Ambrosiano, Milán, 1805. (reeditada Milán, 1971)
- Memoria storica ad economica sull'irrigazione de prati
- Abozzo della polizia del regno Longobardico, Bologna, 1809.